# Escudería Compostela
Escudería Compostela es un escudería deportiva dedicada a la organización de eventos deportivos automovilísticos, principalmente rallys y slaloms. Tiene su sede en la ciudad de Santiago de Compostela y es conocida principalmente por la organización del Rally Botafumeiro, puntuable para el Campeonato Gallego de Rally, que se celebra desde hace más de veinte años.

## Historia
Nace a principios de los años ochenta, entre un grupo de amigos aficionados a los rallys. Unos de los pilares de la Escudería es la organización del Rally Botafumeiro. Aunque a lo largo de los años también se ha centrado en la celebración de slaloms, como el Slalom Cidade de Santiago y el Eslalon Vila de Muros. También han participado activamente colaborando con otras escuderías en rallyes ejerciendo labores de cronometradores.

## Rally Botafumeiro
Puntuable para el campeonato gallego de rallys de asfalto, se corre por los municipios cercanos a Santiago de Compostela y lleva celebrándose desde hace más de 22 años, aunque ha faltado en el calendario algún año como en el 2008 y 2002, generalmente por cuestiones ecnonómicas. En 2013 no se llevó a cabo debido a que la escudería no contó con el apoyo institucional requerido. En 2015 tampoco ha sido celebrado.
Actualmente se celebra en el mes de noviembre pero tradicionalmente se celebró en el mes de mayo. Se corre principalmente sobre asfalto y cuenta casi siempre con una alta cantidad de participantes inscritos entre los que no faltan los principales pilotos gallegos: Manuel Senra, "Bamarti", Burgo, Penido, Villar, Alberto Meira, Vilariño, entre otros.